# 門岡事件
門岡事件（かどおかじけん）とは、1961年（昭和36年）に起こったプロ野球界と高校野球界との間に起こったトラブルである。

## 概要
日本高等学校野球連盟（高野連）による1961年度のルールでは高校野球選手はプロ野球団との入団交渉は夏の全国高等学校野球選手権大会の公式戦が終了し、退部届の提出後に許されていた。
1961年8月に行われた第43回全国高等学校野球選手権大会ではプロ野球から注目されていた1人に高田高校の3年生投手門岡信行がいたが、8月12日に高知商業に1回戦で敗北して翌8月13日に大分に帰郷したが、帰郷中のフェリーの船上で中日ドラゴンズへの入団を表明した。この時点で門岡の退部届は出されておらず、大会は終了していなかった（大会終了は7日後の8月20日）。
大会開催中での退部届未届の門岡のプロ入団表明に高野連は「アマチュアリズムを最も厳格に守らなければならない大会中にプロ入団の意志を表明したのは不謹慎、不穏当で非常識」と表明して、大会が終了した2日後の同年8月22日に高田高校に対し当分の間の対外試合の禁止の仮処分とした。その後の調査で大会前にプロ球団が高田高校野球部を接待していたことや、門岡の両親の金銭授受、入団の内諾等も判明した。
高野連は同年11月15日に高田高校に翌1962年8月31日まで一切の対外試合を禁止する処分を下し、後輩たちは翌年の第34回選抜高等学校野球大会や第44回全国高等学校野球選手権大会に出場できないことになった。この処分について門岡は、「残った野球部員に対しては誠に済まないとお詫びします。私としては来年の甲子園大会県予選には出場してもらえるような温情ある寛大な処分が欲しかった。」と述べた。
この問題は人権擁護団体が「高野連の制裁は厳しすぎる」と訴えたのをきっかけに国会でも人権問題として取り上げられた。同年11月14日の衆議院法務委員会で議員の「プロとの契約は職業選択の自由。学校が出場停止になるのは行き過ぎ。」との意見について、参考人として呼ばれていた高野連副会長（のちの会長）の佐伯達夫は「教師だけが教育者ではない。教室だけが教育の場ではない。」と述べて処分の正当性を主張した。

## その他
- 高野連は翌1962年春にプロ野球関係者の高校球界への復帰を全面的に禁止することを発表した。それまではプロ野球経験者であっても退団から1年経過している等の条件で高校野球指導者になることができたが、このルールによってその時点で高校野球監督となっていた者[注 1]を除き、プロ野球経験者が高校野球監督等として高校球児を指導することができなくなった。また、プロ野球選手未経験の高校野球指導者がプロ野球指導者[注 2]となった場合も、1984年以前に高校野球指導者に復帰した実例がないため、同様に制約ができたものと思われる。

プロ野球経験者の高校野球指導者としての復帰が可能になったのは1984年からであるが、当初は厳しい条件がついていたものの時代の経過とともに緩和されている。